# Xian de Sishui
Le xian de Sishui (泗水县 ; pinyin : Sìshuǐ Xiàn) est un district administratif de la province du Shandong en Chine. Il est placé sous la juridiction de la ville-préfecture de Jining.

## Démographie
La population du district était de 590 326 habitants en 1999.